# وسیولایا گریوا
وسیولایا گریوا (به لاتین: Vesyolaya Griva) یک منطقهٔ مسکونی در روسیه است که در استان آستراخان واقع شده‌است.